# X-Men: Evolution
X-Men: Evolution är en animerad tv-serie producerad mellan 2000 och 2003. Serien handlar om superhjältarna X-Men som samlas av Professor X. I serien är majoriteten av medlemmarna i X-Men tonåringar och går på ett vanligt högstadium/gymnasium.

## Skådespelare
- Kirby Morrow - Cyclops/Scott Summers
- Scott McNeil - Wolverine/Logan
- Venus Terzo - Jean Grey
- David Kaye - Professor Charles Xavier, Apocalypse/En Sabah Nur
- Christopher Judge - Magneto/Eric Lehnsherr
- Meghan Black - Rogue
- Neil Denis - Spyke/Evan Daniels (2000-2001)
- Brad Swaile - Nightcrawler/Kurt Wagner
- Maggie Blue O'Hara - Shadowcat/Katherine 'Kitty' Pryde
- Kirsten Williamson - Storm/Ororo Munroe
- Noel Fisher - Toad/Todd Tolensky
- Richard Ian Cox - Quicksilver/Pietro Maximoff
- Michael Dobson - The Blob/Fred Dukes, Pyro/John Allerdyce
- Christopher Grey - Avalanche/Lance Alvers
- Colleen Wheeler - Mystique/Raven Darkholme
- Megan Leitch - Boom Boom/Tabitha Smith